# USS Robert K. Huntington (DD-781)
El USS Robert K. Huntington (DD-781) fue un destructor de la clase Allen M. Sumner y fue el único barco de la Armada de los Estados Unidos en ser nombrado en honor de Robert Kingsbury Huntington, un aviador naval y miembro del escuadrón de torpedos 8. El escuadrón fue destruido en su totalidad en la batalla de Midway.

## Historial
El Robert K. Huntington (DD-781) fue puesto en grada el 29 de febrero de 1944 en el Seattle-Tacoma Ship Building Corp., Seattle, Washington; botado el 5 de diciembre de 1944; amadrinado por Ruth Arnold Welsh; y asignado el 3 de marzo de 1945, con el comandante J. W. Ramey a su mando.
El Robert K. Huntington se unió a la Flota del Pacífico el 31 de mayo de 1945 y desde el 27 de junio al 16 de agosto escoltó buques entre Eniwetok y Ulithi. El 28 de agosto, se unió a la Fuerza Rápida de Tareas de Portaaviones 38(Task Force 38) en las costas de Japón y fue uno de los buques que escoltó el acorazado USS Missouri (BB-63) a la bahía de Tokio a recibir la rendición oficial japonesa. Luego volvió a San Diego, trayendo a 100 infantes de marina a casa. En la primavera de 1946 volvió a las islas Marshall como unidad de la 1.ª Fuera de Tareas durante la operación Crossroads, la primera prueba de una bomba atómica en Bikini. En julio presencio la explosión desde una distancia considerable, y la espectacular onda expansiva submarina desde una distancia en comparación más cercana de 10 millas.
Hasta principios de 1949, Robert K. Huntington operó y entreno en la costa oeste de Estados Unidos, en aguas de Hawái y en aguas del lejano oriente con la Fuerza de Tareas 38, la Fuerza de Ataque Móvil del Pacífico. En abril el destructor fue transferido a la Flota del Atlántico donde fue asignado a una Fuerza de Tareas de Portaaviones que se encontraba bajo un extensivo entrenamiento de guerra antisubmarina. Paso el invierno siguiente en aguas del océano Ártico; luego en febrero de 1950 se dirigió al mar Caribe para participar en ejercicios de la flota.
En diciembre Robert K. Huntington fue desplegado por primera vez al Mediterráneo en tareas junto a la Sexta Flota. En la primavera retorno a Norfolk y por los siguientes 2 años alterno operaciones de clima frío con viajes al Caribe; luego desde la primavera de 1953 hasta el verano de 1955 roto entre servicio en el Mediterráneo y ejercicios con la Segunda Flota de la costa este de Estados Unidos y en Caribe. En julio de 1955 estuvo en el Atlántico norte patrullando la ruta del avión del presidente Eisenhower mientras este se dirigía a la Conferencia de Ginebra.
Luego de un viaje al Caribe en la primavera de 1956, Robert K. Huntington llevó a cabo un viaje de entrenamiento a Europa y el Caribe para aspirantes a oficial de marina. En 1957 operó en el Caribe y luego en aguas europeas en ejercicios de la OTAN. En 1958 y 1959 hizo un despliegue en el Mediterráneo de 6 meses, mientras que pasó la mayor parte de 1960 en el programa de Rehabilitación y Modernización de Flota (FRAM por sus siglas en inglés), donde fue inspeccionado, reparado y convertido. Emergiendo del astillero, el «nuevo» destructor navegó a su nuevo puerto, Mayport, y durante 1961 operó en la costa este y en el Caribe.
Durante el primer semestre de 1962 fue empleado en ejercicios de guerra antisubmarina, desplegado al Mediterráneo el 3 de agosto, y operó en el mar Negro del 3 al 12 de octubre. Regreso a Mayport el 3 de marzo de 1963 y pasó buena parte del resto del año en el Caribe. Los 4 años siguientes operó en la costa este, el Caribe y el Mediterráneo. A finales de 1967 se desplegó al Mediterráneo como parte de una fuerza caza-destructora. Retorno a Mayport el 16 de diciembre de 1967.
A principios de 1968 Robert K. Huntington continuaba operando en la costa este y en el Caribe hasta que fue transferido a la Flota del Pacífico. En octubre se desplegó al lejano oriente por 6 meses, operando en las costas de Vietnam. Volvió a Mayport el 17 de abril de 1969 y operó en el Atlántico, el Caribe y el golfo de México hasta 1970.
En julio de 1970 recibió una nueva asignación y un nuevo puerto. Operando en Bayonne, New Jersey estuvo activo en el Atlántico y el Caribe con el programa de reserva hasta octubre de 1973. En esa época, como resultado de una inspección, fue hallado no apto para seguir en servicio y fue dado de baja de la lista de la armada estadounidense el 31 de octubre de 1973.
Robert K. Huntington ganó dos medallas de batalla por su servicio en Vietnam.

## Armada Nacional de Venezuela
El 31 de octubre de 1973, fue vendido a la Armada de Venezuela y renombrado como ARV Falcón (D-22). Fue desguazado en 1981